# AXsiZ
AXsiZ Co., Ltd. (яп. 株式会社AXsiZ Кабусики-гайся Акусидзу) — японская анимационная студия, основанная 7 июля 2011 года. Больше всего студия известна как за сотрудничество с Studio Gokumi над такими работами, как Pandora in the Crimson Shell: Ghost Urn, Seiren и Ms. Koizumi Loves Ramen Noodles, так и за свою первую работу Wagamama High Spec.

## Работы

### Телесериалы
| Название                                              | Режиссёр       | Дата начала     | Дата окончания  | Количество эпизодов | Примечания                                                                       |
| ----------------------------------------------------- | -------------- | --------------- | --------------- | ------------------- | -------------------------------------------------------------------------------- |
| Pandora in the Crimson Shell: Ghost Urn               | Мунэнори Нава  | 8 января 2016   | 25 марта 2016   | 12                  | Адаптация манги, написанной Масамунэ Сиро. (совместно с Studio Gokumi)           |
| Wagamama High Spec                                    | Сатоси Симидзу | 11 апреля 2016  | 27 июня 2016    | 12                  | По мотивам визуального романа для взрослых от Madosoft.                          |
| Seiren                                                | Томоки Кобаяси | 5 января 2017   | 23 марта 2017   | 12                  | Оригинальная работа. (совместно с Studio Gokumi)                                 |
| Ms. Koizumi Loves Ramen Noodles                       | Кэндзи Сэто    | 4 января 2018   | 22 марта 2018   | 12                  | Адаптация манги, написанной Нару Наруми. (совместно с Studio Gokumi)             |
| Ms. Vampire who lives in my neighborhood              | Норияки Акитая | 5 октября 2018  | 21 декабря 2018 | 12                  | Адаптация четырёхпанельной манги, написанной Amatou. (совместно с Studio Gokumi) |
| Ulysses: Jeanne d’Arc and the Alchemist Knight        | Син Итагаки    | 7 октября 2018  | 30 декабря 2018 | 12                  | Адаптация ранобэ, написанных Микагэ Касуга.                                      |
| Maesetsu!                                             | Юу Нобута      | 11 октября 2020 | 27 декабря 2020 | 12                  | Оригинальная работа. (совместно с Studio Gokumi)                                 |
| World’s End Harem                                     | Юу Нобута      | 8 октября 2021  | 18 марта 2022   | 11                  | Адаптация манги, написанной LINK. (совместно с Studio Gokumi)                    |
| Reborn as a Vending Machine, I Now Wander the Dungeon | Нориаки Акитая | июль 2023       | TBA             | TBA                 | Адаптация ранобэ, написанного Хирокумой. (совместно с Studio Gokumi)             |
| Yumemiru Danshi wa Genjitsushugisha                   | Кадзуоми Кога  | 2023            | TBA             | TBA                 | Адаптация ранобэ, написанного Окэмару. (совместно с Studio Gokumi)               |

### OVA
| Название                    | Режиссёр | Дата выхода    | Примечания                                                   |
| --------------------------- | -------- | -------------- | ------------------------------------------------------------ |
| Kin-iro Mosaic: Pretty Days | Tensho   | 12 ноября 2016 | OVA-эпизод аниме Kin-iro Mosaic. (совместно с Studio Gokumi) |

### Фильмы
| Название                                | Режиссёр      | Дата выхода     | Примечания                                                                         |
| --------------------------------------- | ------------- | --------------- | ---------------------------------------------------------------------------------- |
| Pandora in the Crimson Shell: Ghost Urn | Мунэнори Нава | 5 декабря 2015  | Фильм-экранизация манги Масамунэ Сиро. (совместно с Studio Gokumi)                 |
| Kin-iro Mosaic: Thank You!!             | Мунэнори Нава | 20 августа 2021 | Адаптация четырёхпанельной манги, написанной Юй Харой. (совместно с Studio Gokumi) |